# Anders Nordenadler (ämbetsman)
Anders Nordenadler, född den 26 maj 1928 i Stockholm, död den 4 augusti 2012 i Kalmar, var en svensk jurist. Han var son till Robert Nordenadler.
Nordenadler avlade studentexamen i Jönköping 1947 och juris kandidatexamen vid Uppsala universitet 1954. Han genomförde tingstjänstgöring i Skövde domsaga 1954–1956, blev fiskal i Göta hovrätt 1958, var tingssekreterare i Södra Möre domsaga 1960–1963, blev adjungerad ledamot i Göta hovrätt 1963 och assessor där 1965. Nordenadler var sakkunnig i Finansdepartementet 1970–1972 samt 1975, rådman i Växjö tingsrätt 1972–1975, statsåklagare för speciella mål 1975–1981 och lagman vid Länsrätten i Kalmar län från 1982 till sin pensionering. Han var huvudsekreterare i 1965 års skattestrafflagutredning 1966–1969 och ordförande i utredningen om säkerhetsåtgärder med mera i skatteprocessen 1973–1986. Nordenadler publicerade ett flertal artiklar i skatterättsliga ämnen. Han blev riddare av Nordstjärneorden 1974. Nordenadler vilar på Södra kyrkogården i Kalmar.